# 15. alpinski polk
15. alpinski polk je bil alpinski polk Italijanske kopenske vojske.

## Zgodovina
Polk je bil ustanovljen leta 1992 in razpuščen leta 1995.

## Organizacija
- Štab

- Štabna in logistično-podporna četa
- Alpinski bataljon Cividale